# Mount Stump
Mount Stump ist ein 2490 m hoher und hauptsächlich unvereister Berg im Königin-Maud-Gebirge der antarktischen Ross Dependency. Im südöstlichen Teil der Hays Mountains ragt er 1,5 km nordnordöstlich des Mount Colbert und 3 km nordöstlich des Mount Borcik auf.
Der United States Geological Survey kartierte ihn anhand eigener Vermessungen und Luftaufnahmen der United States Navy aus den Jahren von 1960 bis 1964. Das Advisory Committee on Antarctic Names benannte ihn nach dem US-amerikanischen Geologen Edmund Stump (* 1946) von der Arizona State University, der im United States Antarctic Research Program zwischen 1970 und 1981 an Erkundungen des Shackleton-Gletschers, der Duncan Mountains, des Leverett-Gletschers, des Scott-Gletschers und der La Gorce Mountains beteiligt war, sowie von 1981 bis 1986 die Erkundungen im nördlichen Viktorialand, in den Antarktischen Trockentälern und im Gebiet des Nimrod-Gletschers leitete.